# Ben Verburgt
Ben Verburgt (Borgerhout, 15 maart 1976) is een Belgisch voormalig korfballer en wielrenner.  

## Levensloop
Verburgt werd geboren op 15 maart 1976 als oudste zoon van Marie-Jose Lenjou en John Verburgt.  
Op 23 juni 2001 trouwde Verburgt met Patty S'Jongers. Ze hebben samen 3 kinderen.   

## Korfbalcarriere en Palmares
Verburgt begon zijn korfbalcarrière bij de Antwerpse Korfbal Club AKC, de vereniging waar ook zijn grootvader Pierre Verburgt lid was en waar zijn beide ouders speelden. Hij doorliep bij AKC alle jeugdreeksen om later door te stoten naar de eerste ploeg.  
In 1997 werd de 21-jarige Verburgt verkozen tot korfballer van het jaar'.
Na het winnen van de nationale veld- en zaalcompetitie in 1998 maakte Verburgt de overstap naar het Nederlandse PKC. Met deze club werd hij als eerste Belg ooit Nederlands zaalkampioen in het seizoen (1999-2000) en won hij in 1999 en 2000 de Europa Cup.  
Vervolgens was hij een seizoen aan de slag bij Espero, waarna hij terugkeerde naar zijn AKC. In deze periode werd hij in 2002 nogmaals verkozen tot 'korfballer van het jaar' en behaalde hij met AKC driemaal de 'treble', met name in  2002, 2003 en 2004. In 2005 zette Verburgt een punt achter zijn korfbalcarrière. Hierop volgend was hij een tijdlang actief als wielrenner bij de 'elites zonder contract' om vanaf seizoen 2010-'11 opnieuw uit te komen voorkorfbalvereniging Scaldis. 
Tevens maakt hij deel uit van het Belgisch nationaal team, waarmee hij onder meer zilver won op de Wereldspelen van 1997 en het wereldkampioenschap van 2003.